# Драгослав Шиљак
Драгослав Шиљак (Београд, 10. септембар 1933) српски је инжењер, научник, професор и спортиста, члан Српске академије наука и уметности (САНУ) и освајач сребрне медаље у ватерполу на Олимпијским играма 1952. у Хелсинкију.

## Биографија
Рођен је 10. септембра 1933. године у Београду. Пред почетак Другог светског рата, пошао је у основну школу Свети Сава. Малу матуру је положио у Шапцу. Одрастао је у побожној породици. Отац Добрило је завршио богословију у Призрену, али се није запопио. Наставио је да студира и определио се, као и мајка Љубица, за образовање слепе и заостале деце.
Био је ватерполиста Црвене звезде, Севера, Јадрана из Херцег Новог, Партизана и државног тима Југославије. Са репрезентацијом Југославије, кад је имао само деветнаест година, на Олимпијским играма у Финској у Хелсинкију (1952), освојио је сребрну медаљу.
Електротехнички факултет Универзитета у Београду, основне студије завршио је 1957. године.
Године 1961. постао је први магистар електротехнике у Југославији, а најмлађи доктор техничких наука у држави после две године, 1963. године. Ватерполо каријеру је завршио 1964. године, као играч Партизана, стигао до титуле освајача Купа европских шампиона. После тога је отишао у Америку због стручног усавршавања.
Касније је као сарадник Насе, уз Вернера фон Брауна, Немца који се после рата предао савезницима, радио на пројекту управљања ракетом „Сатурн V” у оквиру свемирског програма „Аполо”. Ова ракета је, неколико година касније, понела прве људе на Месец.
Др Шиљак је од 1964. до 1983. године био професор на Универзитету Санта Клара у Калифорнији. Живи у суседном месту, у Саратоги, са супругом Драганом, архитектом. Имају двоје деце: ћерку Ану, која је после студија руске историје на Харварду отишла да предаје историју тероризма на Квинсуниверзитету у Канади, и сина Матију, електроинжењера, који има своју приватну фирму у Силицијумској долини.
Од 1983. године Шиљак је професор на B & M Swig University Chair, на Електротехничком факултету Универзитета у Београду, асистент од 1960. до 1963. године, и доцент од 1963. до 1964. године.

## Награде и признања
Добитник је многобројних награда и признања, Српска академија наука и уметности га је 1985. изабрала за иностраног члана.
Године 2010. добио је награду Richard E. Bellman Control Heritage Award.

## Научни радови
Књиге
- Nonlinear Systems: The Parameter Analysis and Design (1969)
- Large-Scale Dynamic Systems: Stability and Structure (1978)
- Decentralized Control of Complex Systems (1991)
- Control of Complex Systems: Structural Constraints and Uncertainty (2010, with A. I. Zečević).[5]

Изабрани радови
- "Connective Stability of Complex Ecosystems," Nature (1974).[6]
- "Connective Stability of Competitive Equilibrium," Automatica (1975).[7]
- "Competitive Economic Systems: Stability, Decomposition, and Aggregation," IEEE Transactions on Automatic Control (1976).[8]
- "An Improved Block-Parallel Newton Method via Epsilon Decompositions for Load Flow Calculations," IEEE Transactions on Power Systems (1978).[9]
- "Lotka-Volterra Equations: Decomposition, Stability, and Structure," Journal of Mathematical Biology (1980) (with M. Ikeda).[10]
- "Structurally Fixed Modes," Systems and Control Letters (1981).[11]
- "Decentralized Control with Overlapping Information Sets," Journal of Optimization Theory and Applications (1981).[12]
- "An Inclusion Principle for Hereditary Systems," Journal of Mathematical Analysis and Applications (1984).[13]
- "Nested Epsilon Decompositions of Linear Systems: Weakly Coupled and Overlapping Blocks," SIAM Journal on Matrix Analysis and Applications (1991).[14]
- "Optimal Decentralized Control for Stochastic Dynamic Systems," Recent Trends in Optimization Theory and Applications (1995).[15]
- "Coherency Recognition Using Epsilon Decomposition," IEEE Transactions on Power Systems (1998).[16]
- "Dynamic Graphs," Nonlinear Analysis: Hybrid Systems (2008).[5]
- "Inclusion Principle for Descriptor Systems," IEEE Transactions on Automatic Control (2009).[17]
- "Consensus at Competitive Equilibrium: Dynamic Flow of Autonomous Cars in Traffic Networks" (2017).[18]